# میک هورنر (بازیگر پورنوگرافی)
میک هورنر (انگلیسی: Mike Horner؛ زاده ۳ فوریهٔ ۱۹۵۵) یک بازیگر پورنوگرافی اهل ایالات متحده آمریکا است.